# Ophiuche
Ophiuche är ett släkte av fjärilar. Ophiuche ingår i familjen nattflyn.

## Dottertaxa tillOphiuche, i alfabetisk ordning[1]
- Ophiuche abjuralis
- Ophiuche abscisalis
- Ophiuche ancara
- Ophiuche andrapana
- Ophiuche anemosa
- Ophiuche bipartita
- Ophiuche cachialis
- Ophiuche caerulealis
- Ophiuche calistalis
- Ophiuche castricalis
- Ophiuche comes
- Ophiuche conscitalis
- Ophiuche constans
- Ophiuche crambalis
- Ophiuche degesalis
- Ophiuche diagonalis
- Ophiuche divergens
- Ophiuche eremialis
- Ophiuche evanalis
- Ophiuche ferriscitalis
- Ophiuche freija
- Ophiuche fufialis
- Ophiuche gaudialis
- Ophiuche gozama
- Ophiuche hicetasalis
- Ophiuche indentata
- Ophiuche invenustalis
- Ophiuche lactiferalis
- Ophiuche limbopunctata
- Ophiuche lipara
- Ophiuche livia
- Ophiuche lividalis
- Ophiuche loxo
- Ophiuche mactatalis
- Ophiuche madagascarensis
- Ophiuche masurialis
- Ophiuche minualis
- Ophiuche obacerralis
- Ophiuche obditalis
- Ophiuche obliqualis
- Ophiuche parancara
- Ophiuche perialis
- Ophiuche perna
- Ophiuche philomedia
- Ophiuche pigralis
- Ophiuche porrectilis
- Ophiuche scissalis
- Ophiuche securalis
- Ophiuche semilutea
- Ophiuche strigatalis
- Ophiuche suavalis
- Ophiuche tepicalis
- Ophiuche tucumanalis
- Ophiuche variabilis
- Ophiuche variegata
- Ophiuche veltalis
- Ophiuche violealis